# Stanisław Sakiel

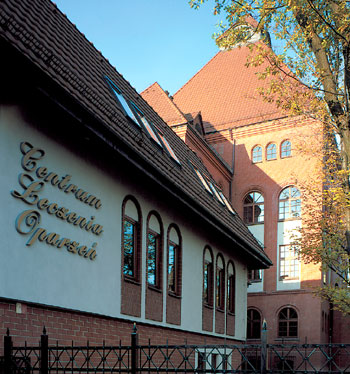
Centrum Leczenia Oparzeń w Siemianowicach Śląskich

Stanisław Sakiel (ur. 21 października 1926 w Powondeniu na Żmudzi, zm. 8 stycznia 2013 w Siemianowicach Śląskich) – polski lekarz, doktor nauk medycznych, twórca Centrum Leczenia Oparzeń w Siemianowicach Śląskich.

## Życiorys
Pochodził z ziemiańskiej rodziny. Po zdaniu matury w 1944 rozpoczął studia lekarskie na uniwersytecie w Kownie. Po wkroczeniu wojsk radzieckich na Litwę i śmierci ojca, wraz z rodziną został wysiedlony na tereny Polski. Przeniósł się do Wrocławia, gdzie kontynuował studia medyczne. Po ich ukończeniu, w 1951 rozpoczął pracę lekarza – najpierw w szpitalu w Kowarach, potem w Piekarach Śląskich, a następnie w katowickim szpitalu przy ul. Francuskiej. Tam też – w związku z katastrofą w kopalni „Boże Dary” w 1956 – zetknął się z problemem leczenia oparzeń. Chcąc pomóc poszkodowanym rozpoczął samokształcenie w tej dziedzinie medycyny. Na własny koszt pozyskiwał zagraniczną literaturę, nawiązywał kontakty ze specjalistami, prowadził również eksperymenty medyczne (m.in. z zastosowaniem skóry świni). W 1960 otrzymał stanowisko ordynatora oddziału urazowego Szpitala Miejskiego nr 2 w Siemianowicach Śląskich, w którym to rozpoczął tworzenie wyspecjalizowanych stanowisk do leczenia oparzeń. W 1972 został dyrektorem całej placówki, podejmując intensywne działania w celu modernizacji szpitala oraz otwarcia w 1973 Oddziału Oparzeń. Dzięki tym działaniom ośrodek odegrał ważną rolę w ratowaniu ofiar pożaru rafinerii w Czechowicach-Dziedzicach w 1971; podczas leczenia dr Sakiel współpracował ze znanym nefrologiem, prof. Franciszkiem Kokotem.
W swej praktyce kładł duży nacisk nie tylko na leczenie samych oparzeń, ale i blizn oraz pozostałości po nich. Dzięki jego staraniom siemianowicki ośrodek uzyskał ogólnopolską i światową renomę.
W 1995 otrzymał stopień doktora nauk medycznych, nadany mu przez Wojskową Akademię Medyczną w Łodzi. Po utworzeniu w 1998 Centrum Leczenia Oparzeń, kontynuatora oddziału szpitalnego, objął stanowisko jego ordynatora i kierował ośrodkiem aż do przejścia na emeryturę.

## Działalność społeczna i naukowa
W latach 1991–1995 był prezesem Polskiego Towarzystwa Leczenia Oparzeń, a latach 1990–2002 – radnym Rady Miasta Siemianowice Śląskie. Był autorem ponad 50 publikacji naukowych, prowadził także zajęcia ze studentami.

## Wyróżnienia
W 2003 roku był laureatem honorowym Nagrody im. Wojciecha Korfantego, przyznawanej przez Związek Górnośląski. Otrzymał również tytuł Honorowego Obywatela Miasta Siemianowice Śląskie.

## Upamiętnienie
7 listopada 2014 Centrum Leczenia Oparzeń otrzymało imię dr. Stanisława Sakiela. Z okazji 90. rocznicy urodzin, 21 października 2016 w Miejskiej Bibliotece Publicznej w Siemianowicach Śląskich otwarta została wystawa poświęcona dr. n. med. Stanisławowi Sakielowi.